# Francesco Adorno (gesuita)
Francesco Adorno (Genova, 13 settembre 1533 – Genova, 13 gennaio 1586) è stato un gesuita e scrittore italiano del XVI secolo.

## Biografia
Nacque nel 1533 a Genova, figlio di Vincenzo e Girolama di Oberto Castiglioni. Si trasferì a Coimbra, probabilmente con il padre, ed entrò all'età di sedici anni nella Compagnia del Gesù (10 giugno 1549) per poi prendere i voti a Padova nel 1560. I primi cenni della sua carriera si hanno da questa data e lo videro come rettore del collegio di Padova (1560-1564), primo rettore del collegio di Milano (1564-1567), vice-provinciale di Lombardia (1567-70) poi provinciale (1573-78) e rettore del collegio di Brera (1581-84). 
Grazie a questo incarico divenne confidente e direttore spirituale di san Carlo Borromeo, il quale lo volle in molti suo pellegrinaggi, come quello svolto da Milano a Torino (lo testimonia anche una lettera ritrovata in un codice di politicorum varia della segreteria pontificia), e come collaboratore della riforma della diocesi secondo lo spirito tridentino. Profonda era la stima del santo nei confronti di Adorno, tanto da proporlo a papa Gregorio XIII per la carica di generale della Compagnia del Gesù.
Oltre agli incarichi direttivi, Adorno scrisse numerose opere: su richiesta di Borromeo pubblicò i due volumi di De ecclesiastica disciplina, manoscritto oggi conservato presso la Biblioteca Ambrosiana; stilò la prefazione dell'opuscolo De acolitorum disciplina (Veronae 1583) del vescovo di Verona Agostino Valier; curò l'edizione delle opere spirituali del gesuita Fulvio Androzio e dei sermoni del carmelitano Angelo Castiglione. 
Tra le opere pubblicate inedite vi sono il Discorso intorno all'historia di Genova mandato a Monsignor Uberto Foglietta e delle prediche tenute a Torino nel 1578. 
Si interessò inoltre di scienze economiche, come dimostra il trattato De cambiis (manoscritto conservato nella Biblioteca Ambrosiana di Milano).
Morì a Genova nel 1586.

## Opere

### Manoscritti
- Discorso intorno all'historia di Genova mandato a Monsignor Uberto Foglietta (Milano, Biblioteca Ambrosiana)
- Tractatus de cambiis, XVI secolo, Milano, Biblioteca Ambrosiana, Fondo manoscritti, ms. S 103 sup.
- De disciplina ecclesiastica. Tertia pars in qua agitur de auctoritate decretalium epistularum, XVI-XVII secolo, Milano, Biblioteca Ambrosiana, Fondo manoscritti, ms. H 153 inf.,  ff. 2r-43v.